# Kanton Montfaucon-en-Velay
Montfaucon-en-Velay is een voormalig kanton van het Franse departement Haute-Loire. Het kanton maakte deel uit van het arrondissement Yssingeaux. Het werd opgeheven door het decreet van 17 februari 2014, met uitwerking op 22 maart 2015. Alle gemeenten werden opgenomen in het nieuwe kanton Boutières.

## Gemeenten
Het kanton Montfaucon-en-Velay omvatte de volgende gemeenten:
- Dunières
- Montfaucon-en-Velay (hoofdplaats)
- Montregard
- Raucoules
- Riotord
- Saint-Bonnet-le-Froid
- Saint-Julien-Molhesabate